# Stefan Nowicki
Stefan Nowicki (ur. 27 grudnia 1905 we wsi Łukowo, zm. 26 lutego 1992 w Melbourne) – polski działacz polityczny o orientacji narodowej, jeden z liderów Obozu Narodowo-Radykalnego ABC w dwudziestoleciu międzywojennym, a w trakcie okupacji niemieckiej jeden z przywódców Organizacji Wojskowej Związek Jaszczurczy i Narodowych Sił Zbrojnych.

## Życiorys
W młodości uczestniczył w bitwie warszawskiej – 1920 roku. Ukończył Szkołę Główną Gospodarstwa Wiejskiego w Warszawie. W dwudziestoleciu międzywojennym należał do liderów Obozu Narodowo-Radykalnego ABC. W okresie okupacji niemieckiej był działaczem Organizacji Wojskowej Związek Jaszczurczy i Narodowych Sił Zbrojnych pełniąc kierownicze funkcje w ramach tzw. Grupie Szańca oraz Służby Cywilnej Narodu. Piastował także funkcję redaktora naczelnego Placówki. Po II wojnie światowej przebywał na emigracji. W latach 1946–1949 był sekretarzem generalnym Zjednoczenia Polskiego w Niemczech. Następnie osiadł w Australii, gdzie od stycznia 1971 reprezentował Prezydenta RP jako Delegat Rządu Rzeczypospolitej Polskiej na Australię w randze ministra nadzwyczajnego i pełnomocnego. Prezydent RP na Uchodźstwie Stanisław Ostrowski odznaczył go Krzyżem Komandorskim Orderu Odrodzenia Polski.